# KSE 100
Le KSE 100, ou Karachi Stock Exchange 100, est un incide boursier de la bourse de Karachi. Il se compose de 100 des principales capitalisations boursières du Pakistan.

## Corrélation avec les autres bourses
Les performances annuelles de l'indice  KSE 100 se sont rapprochées de celles du Dow Jones, du DAX, du CAC 40 et du Footsie, les grands marchés boursiers étant de plus en plus dépendants les uns des autres depuis une quinzaine d'années.

## Composition
Au 7 juillet 2011, le KSE 100 se composait des titres suivants:
| Symbole   | Société                              | Poids indiciel | Secteur                       |
| --------- | ------------------------------------ | -------------- | ----------------------------- |
| ABL PA    | Allied Bank                          | 1.82 %         | Finance                       |
| ABOT PA   | Abbott Laboratories Pakistan         | 0.31 %         | Santé                         |
| ACPL PA   | Attock Cement Pakistan               | 0.14 %         | Matériaux                     |
| AGL PA    | Agritech                             | 0.24 %         | Matériaux                     |
| AGTL PA   | Al-Ghazi Tractors                    | 0.32 %         | Industrie                     |
| AHCL PA   | Arif Habib Corp                      | 0.31 %         | Finance                       |
| AICL PA   | Adamjee Insurance                    | 0.27 %         | Finance                       |
| AKBL PA   | Askari Bank                          | 0.26 %         | Finance                       |
| ANL PA    | Azgard Nine                          | 0.09 %         | Consommation cyclique         |
| APL PA    | Attock Petroleum                     | 0.87 %         | Énergie                       |
| ATLH PA   | Atlas Honda                          | 0.25 %         | Consommation cyclique         |
| ATRL PA   | Attock Refinery                      | 0.36 %         | Énergie                       |
| BAFL PA   | Bank Alfalah                         | 0.45 %         | Finance                       |
| BAHL PA   | Bank Al-Habib                        | 0.84 %         | Finance                       |
| BATA PA   | Bata Pakistan                        | 0.16 %         | Consommation cyclique         |
| BOP PA    | Bank of Punjab                       | 0.12 %         | Finance                       |
| BWCL PA   | Bestway Cement                       | 0.12 %         | Matériaux                     |
| BYCO PA   | Byco Petroleum Pakistan              | 0.12 %         | Énergie                       |
| COLG PA   | Colgate Palmolive Pakistan           | 0.76 %         | Consommation non cyclique     |
| CPL PA    | Clariant Pakistan                    | 0.18 %         | Matériaux                     |
| DAWH PA   | Dawood Hercules Chemicals            | 0.98 %         | Matériaux                     |
| DGKC PA   | DG Khan Cement                       | 0.34 %         | Matériaux                     |
| DREL PA   | Dreamworld                           | 0.61 %         | Consommation cyclique         |
| EFUG PA   | EFU General Insurance                | 0.15 %         | Finance                       |
| EFUL PA   | EFU Life Assurance                   | 0.2 %          | Finance                       |
| ENGRO PA  | Engro Corp                           | 2.09 %         | Matériaux                     |
| EPCL PA   | Engro Polymer & Chemicals            | 0.23 %         | Matériaux                     |
| EWIC PA   | East West Insurance                  | 0.24 %         |                               |
| FABL PA   | Faysal Bank                          | 0.23 %         | Finance                       |
| FATIMA PA | Fatima Fertilizer                    | 1.05 %         | Matériaux                     |
| FFBL PA   | Fauji Fertilizer Bin Qasim           | 1.34 %         | Matériaux                     |
| FFC PA    | Fauji Fertilizer                     | 4.33 %         | Matériaux                     |
| GHGL PA   | Ghani Glass                          | 0.19 %         | Matériaux                     |
| GLAXO PA  | GlaxoSmithKline Pakistan             | 0.49 %         | Santé                         |
| GRAYS PA  | Grays of Cambridge Pakistan          | 0.01 %         |                               |
| GWLC PA   | Gharibwal Cement                     | 0.08 %         | Matériaux                     |
| HBL PA    | Habib Bank                           | 4.26 %         | Finance                       |
| HMB PA    | Habib Metropolitan Bank              | 0.66 %         | Finance                       |
| HUBC PA   | HUB Power Co                         | 1.48 %         | Services aux collectivités    |
| IBFL PA   | Ibrahim Fibre                        | 0.4 %          | Consommation cyclique         |
| ICI PA    | ICI Pakistan                         | 0.71 %         | Matériaux                     |
| IDYM PA   | Indus Dyeing & Manufacturing         | 0.2 %          | Consommation cyclique         |
| IGIIL PA  | IGI Insurance                        | 0.23 %         | Finance                       |
| INDU PA   | Indus Motor                          | 0.57 %         | Consommation cyclique         |
| INIL PA   | International Industries             | 0.2 %          | Matériaux                     |
| JSCL PA   | Jahangir Siddiqui & Co               | 0.19 %         | Finance                       |
| JVDC PA   | Javedan Cement                       | 0.12 %         | Matériaux                     |
| KAPCO PA  | Kot Addu Power                       | 1.24 %         | Services aux collectivités    |
| KESC PA   | Karachi Electric Supply Corp         | 0.17 %         | Services aux collectivités    |
| KOHE PA   | Kohinoor Energy                      | 0.09 %         | Services aux collectivités    |
| LOTPTA PA | Lotte Pakistan PTA                   | 0.67 %         | Matériaux                     |
| LPCL PA   | Lafarge Pakistan Cement              | 0.12 %         | Matériaux                     |
| LUCK PA   | Lucky Cement                         | 0.77 %         | Matériaux                     |
| MARI PA   | Mari Gas                             | 0.26 %         | Énergie                       |
| MCB PA    | MCB Bank                             | 5.61 %         | Finance                       |
| MDTL PA   | Media Times                          | 0.08 %         | Énergie                       |
| MEBL PA   | Meezan Bank                          | 0.46 %         | Finance                       |
| MTL PA    | Millat Tractors                      | 0.75 %         | Industrie                     |
| MUREB PA  | Murree Brewery                       | 0.06 %         | Consommation non cyclique     |
| NBP PA    | National Bank Of Pakistan            | 2.98 %         | Finance                       |
| NESTLE PA | Nestlé Pakistan                      | 6.86 %         | Consommation non cyclique     |
| NETSOL PA | NetSol Technologies                  | 0.06 %         | Technologies de l'information |
| NIB PA    | NIB Bank                             | 0.2 %          | Finance                       |
| NJICL PA  | New Jubilee Insurance Co             | 0.19 %         | Finance                       |
| NML PA    | Nishat Mills                         | 0.61 %         | Consommation cyclique         |
| NRL PA    | National Refinery                    | 0.97 %         | Énergie                       |
| OGDC PA   | Oil & Gas Development                | 21.85 %        | Énergie                       |
| PACE PA   | Pace Pakistan                        | 0.02 %         | Finance                       |
| PAEL PA   | PAK Elektron                         | 0.03 %         | Industrie                     |
| PAKRI PA  | Pakistan Reinsurance                 | 0.16 %         | Finance                       |
| PAKT PA   | Pakistan Tobacco                     | 0.79 %         | Consommation non cyclique     |
| PCAL PA   | Pakistan Cables                      | 0.04 %         | Industrie                     |
| PGF PA    | PICIC Growth Fund                    | 0.12 %         |                               |
| PIAA PA   | Pakistan International Airlines Corp | 0.18 %         | Industrie                     |
| PICT PA   | Pakistan International Container     | 0.31 %         | Industrie                     |
| PKGS PA   | Packages                             | 0.31 %         | Matériaux                     |
| PMPK PA   | Philip Morris Pakistan               | 0.34 %         | Consommation non cyclique     |
| PNSC PA   | Pakistan National Shipping Corp      | 0.11 %         | Industrie                     |
| POL PA    | Pakistan Oilfields                   | 2.91 %         | Énergie                       |
| PPL PA    | Pakistan Petroleum                   | 8.28 %         | Énergie                       |
| PRL PA    | Pakistan Refinery                    | 0.09 %         | Énergie                       |
| PSEL PA   | Pakistan Services                    | 0.15 %         | Consommation cyclique         |
| PSMC PA   | PAK Suzuki Motor                     | 0.17 %         | Consommation cyclique         |
| PSO PA    | Pakistan State Oil                   | 1.52 %         | Énergie                       |
| PTC PA    | Pakistan Telecommunication           | 1.76 %         | Télécommunications            |
| PTEC PA   | Pakistan Telephone Cable             | 0 %            | Technologies de l'information |
| RMPL PA   | Rafhan Maize Products                | 0.82 %         | Consommation non cyclique     |
| SCBPL PA  | Standard Chartered Bank Pakistan     | 1.04 %         | Finance                       |
| SEPL PA   | Security Papers                      | 0.05 %         | Matériaux                     |
| SHEL PA   | Shell Pakistan                       | 0.51 %         | Énergie                       |
| SHFA PA   | Shifa International Hospitals        | 0.05 %         | Santé                         |
| SIEM PA   | Siemens Pakistan Engineering         | 0.3 %          | Industrie                     |
| SNBL PA   | Soneri Bank                          | 0.1 %          | Finance                       |
| SNGP PA   | SUI Northern Gas Pipeline            | 0.36 %         | Services aux collectivités    |
| SSGC PA   | SUI Southern Gas                     | 0.58 %         | Services aux collectivités    |
| THALL PA  | Thal                                 | 0.21 %         | Consommation cyclique         |
| TRG PA    | TRG Pakistan                         | 0.03 %         | Industrie                     |
| UBL PA    | United Bank                          | 2.49 %         | Finance                       |
| ULEVER PA | Unilever Pakistan                    | 2.31 %         | Consommation non cyclique     |
| UPFL PA   | Unilever Pakistan Foods              | 0.3 %          | Consommation non cyclique     |